# Растока (Госпич)
Растока (хорв. Rastoka) — населений пункт у Хорватії, в Лицько-Сенській жупанії у складі міста Госпич.

## Населення
Населення за даними перепису 2011 року становило 33 осіб.
Динаміка чисельності населення поселення: